# Markus Zohner
Markus Zohner (Monaco di Baviera, 13 giugno 1963) è un attore e regista teatrale svizzero a capo della Markus Zohner Theater Compagnie.
Ha lavorato come docente e regista presso numerosi teatri in Europa, Asia e America.
Markus Zohner vive a Lugano, Svizzera.

## Carriera

### Attore
Teatrografia parziale
- "PALPITATION", regia di Alessandro Marchetti
- "Odissea", per la Markus Zohner Theater Compagnie, Lugano / Svizzera, con Patrizia Barbuiani e Markus Zohner, tuttora in tournée mondiale
- "HA!HAmlet", adattamento dell'Amleto di William Shakespeare, Markus Zohner Theater Compagnie, Lugano / Svizzera, tuttora in tournée mondiale
- "Il GGG" di Roald Dahl e Andreas Hänsel, Stadttheater Erlangen / Germania
- "Storie erotiComiche da "Le mille e una notte", Markus Zohner Theater Compagnie, Lugano / Svizzera, tuttora in tournée in Italia e in Germania
- "White Cherry Cechov - Il giardino dei ciliegi" di Anton Čechov, per la Markus Zohner Theater Compagnie, Lugano / Svizzera

### Regista
Teatrografia parziale
- "Odissea", per la Markus Zohner Theater Compagnie, Lugano / Svizzera, tuttora in tournée mondiale
- Bastien und Bastienne", Opera lirica di W.A. Mozart, Festival Mitte Europa, Germania
- L'Alouette (L'allodola), di Jean Anouilh, Associazione dei Teatri Lettoni, Lettonia
- "HA!HAmlet", adattamento dell'Amleto di William Shakespeare, per la Markus Zohner Theater Compagnie, Lugano / Svizzera, tuttora in tournée mondiale
- "Di spiriti e angeli", pezzo d'improvvisazione teatrale con 18 attori, Jaunais Rigas Teatris, Riga, Lettonia
- "Pasaka par Zaldatu, (La storia del soldato)" di Charles-Ferdinand Ramuz e Igor Strawinsky, prima assoluta in lingua lettone
- "ZipZapPao - Improvvisazione teatrale, Jaunais Rigas Teatris, Riga, Lettonia
- "Storie erotiComiche da "Le mille e una notte"", per la Markus Zohner Theater Compagnie, Lugano / Svizzera, tuttora in tournée in Italia e in Germania
- "La visita della vecchia signora", di Friedrich Dürrenmatt, prima assoluta in lingua lettone,  Jaunais Rigas Teatris, Riga, Lettonia
- "Salto nel vuoto", spettacolo di improvvisazione teatrale con gli studenti dell‘Accademia di recitazione e regia dell‘Università di Tallinn, Estonia
- White Cherry Cechov - Il giardino dei Ciliegi di Anton Čechov, per la Markus Zohner Theater Compagnie, Lugano / Svizzera
- "Kalevipoeg- The Cool Estonian Epic", creato e diretto da Markus Zohner, prima assoluta in dicembre 2003 al "Tallinna Linnateater", il Teatro Comunale di Tallinn
- "KOSOVO.BLOOD.THEATRE.PROJECT", per Markus Zohner Theater Compagnie in coproduzione con MultiMediaCenter Prishtina, Pristina, Kosovo, 2006 / 2007
- "The Last Supper (L'ultima cena)", per Markus Zohner Theater Compagnie in coproduzione con MultiMediaCenter Prishtina, Pristina, Kosovo, 2007
- "MISANTROOP- Il Misantropo" di Molière, per VAT TEATER Tallinn, prima il 12 ottobre 2008 al "KUMU Theatre" a Tallinn